# Ranunculus mauiensis
Ranunculus mauiensis A.Gray – gatunek rośliny z rodziny jaskrowatych (Ranunculaceae Juss.). Występuje endemicznie w Stanach Zjednoczonych, na Hawajach. 

## Morfologia
PokrójBylina o lekko owłosionych pędach. Dorasta do 0,5–2 m wysokości.
LiścieSą złożone z segmentów o kształcie od owalnego do deltoidalnego. Mierzą 7–16 cm długości oraz 4–13 cm szerokości. Brzegi są nieregularnie klapowane lub ząbkowane.
KwiatySą zebrane w dychotomiczne wierzchotki. Pojawiają się w kątach lub na szczytach pędów. Mają lancetowate działki kielicha, które dorastają do 4–5 mm długości. Mają 5–10 owalnych i żółtych płatków o długości 3–5 mm.
OwoceNiełupki o owalnie okrągłym kształcie i długości 2–3 mm. Tworzą owoc zbiorowy – wieloniełupkę o jajowatym kształcie.

## Biologia i ekologia
Rośnie na brzegach rzek oraz w podmokłych lasach. Występuje na wysokości od 1000 do 1700 m n.p.m.